# Flughafen Palmas

i8
i11
i13
Der Flughafen Palmas (portugiesisch Aeroporto de Palmas–Brigadeiro Lysias Rodrigues; auch Aeroporto Internacional de Palmas; IATA-Code: PMW, ICAO-Code: SBPJ) ist ein öffentlicher Flughafen auf 236 m Seehöhe, 20 km von Palmas, Tocantins, Brasilien entfernt. Die Fläche des Flughafens beträgt 788 ha. Er hat eine Asphaltpiste mit 2500 m Länge und 45 m Breite.

## Geschichte
Der von Goiás getrennte Bundesstaat Tocantins wurde durch die Verfassung von 1988 gegründet und im Mai des folgenden Jahres wurde der Grundstein für die Stadt Palmas gelegt, das erste historische Denkmal, das in der Gemeinde errichtet wurde.
Infraero übernahm 1997 die Verwaltung des provisorischen Flughafens. Die Bauarbeiten für den neuen Flughafen begannen im September 1999 und wurden in zwei Jahren abgeschlossen.
Der neue Flughafen Palmas wurde von Infraero anlässlich des 13-jährigen Jubiläums von Tocantins am 5. Oktober 2001 eingeweiht und nach einem großen Pionier der Region, Brigadeiro Lysias Rodrigues, benannt, der für die Gründung des ersten Staatsflughafens Porto verantwortlich war Nacional, gelegen in der gleichnamigen Stadt.
Im Jahr 2012 wurden Renovierungsarbeiten durchgeführt, die die Abflughalle und das Ankunftsband erweiterten. Mit dem Ziel, den Flughafen zu modernisieren und auszurüsten, implementierte Infraero 2014 das Elo Accessibility System und baute das Cargo Logistics Terminal (TECA) mit einer Lagerfläche von 500 m².
Die 6. Runde der Flughafenkonzessionen wurde 2021 von der Bundesregierung abgehalten, in der die CCR-Gruppe die Flughäfen im Süd- und Zentralblock, einschließlich des internationalen Flughafens Palmas, erwarb. Betriebsaufnahme durch die CCR Aeroportos erfolgte 2022.

## Flugbetrieb
Im Jahr 2022 wurden 512.436 Passagiere transportiert. Es wurden 9.321 nationale und 68 internationale Flugbewegungen durchgeführt.
LATAM Brasil, Azul Linhas Aéreas und Gol Linhas Aéreas sind die wichtigsten Fluggesellschaften, ⁣⁣die den Flughafen bedienen.